# Bisbee (Arizona)
Bisbee és una població dels Estats Units a l'estat d'Arizona. Segons el cens del 2007 tenia 5.996 habitants.

## Demografia
Segons el cens del 2000, Bisbee tenia 6.090 habitants, 2.810 habitatges, i 1.503 famílies La densitat de població era de 488,8 habitants/km².
Dels 2.810 habitatges en un 21,7% hi vivien nens de menys de 18 anys, en un 36,8% hi vivien parelles casades, en un 12,8% dones solteres, i en un 46,5% no eren unitats familiars. En el 39,1% dels habitatges hi vivien persones soles el 14,6% de les quals corresponia a persones de 65 anys o més que vivien soles. El nombre mitjà de persones vivint en cada habitatge era de 2,15 i el nombre mitjà de persones que vivien en cada família era de 2,9.
Per edats la població es repartia de la següent manera: un 21,6% tenia menys de 18 anys, un 6,8% entre 18 i 24, un 24,1% entre 25 i 44, un 27,8% de 45 a 60 i un 19,6% 65 anys o més.
L'edat mediana era de 43 anys. Per cada 100 dones de 18 o més anys hi havia 85,1 homes.
La renda mediana per habitatge era de 27.942 $ i la renda mediana per família de 36.685 $. Els homes tenien una renda mediana de 29.573 $ mentre que les dones 23.269 $. La renda per capita de la població era de 17.129 $. Aproximadament el 12,9% de les famílies i el 17,5% de la població estaven per davall del llindar de pobresa.

## Poblacions més properes
El següent diagrama mostra les poblacions més properes.